# Хосе Міракка
Хосе Міракка (ісп. José Luis Leon Miracca, 23 вересня 1903 — дата смерті невідома) — парагвайський футболіст, що грав на позиції захисника, зокрема за клуб «Насьйональ», а також національну збірну Парагваю.

## Клубна кар'єра
Виступав за команду «Насьйональ», з якою двічі — у 1924 і 1926 роках — виграв чемпіонат Парагваю.
У 1932 році він грав за «Тигре», в аргентинській лізі.

## Виступи за збірну
1924 року дебютував в офіційних матчах у складі національної збірної Парагваю. Протягом кар'єри у національній команді, яка тривала 8 років, провів у її формі 4 матчі.
У складі збірної був учасником чемпіонату світу 1930 року в Уругваї, де зазнав поразки 0:3 від США. Наступний матч проти Бельгії (1:0) не грав.